# 円福寺 (関市)
円福寺（えんぷくじ）は岐阜県関市池尻にある聖観世音菩薩を本尊とする臨済宗妙心寺派の寺院。山号は東華山。中濃八十八ヶ所霊場第24番札所である。
文禄年間に篤心家の河村嘉蔵が上有知清泰寺2世鉄松玄固を開山に迎えて建立した。18世紀末頃の11世桂林が現在地に寺基を移転した。また、幕末頃、12世の彩山は寺子屋を開いて教育に住持した。